# Gastroserica dembickyi
Gastroserica dembickyi är en skalbaggsart som beskrevs av Ahrens 2000. Gastroserica dembickyi ingår i släktet Gastroserica och familjen Melolonthidae. Inga underarter finns listade i Catalogue of Life.